# Кярду
Кя́рду (ест. Kärdu küla) — село в Естонії, у волості Ляене-Сааре повіту Сааремаа.

## Населення
Чисельність населення на 31 грудня 2011 року становила 21 особу.

## Географія
Дістатися села можна автошляхом 10 ( Рісті — Віртсу — Куйвасту — Курессааре), повертаючи на схід біля села Лілбі. Також через село проходить дорога Тагула — Вайвере.

## Історія
До 12 грудня 2014 року село входило до складу волості Каарма.

## Пам'ятки природи
На північний схід від села розташовується заказник Тагула-Рео (Tahula-Reo hoiuala) (VI категорія МСОП). Площа — 582,3 га.